# Iglesia de Adamstown
La Iglesia de Adamstown o alternativamente Iglesia Adventista de Adamstown (en inglés:  Church of Adamstown) es un edificio religioso afiliado a la Iglesia Adventista del Séptimo Día que se encuentra en la localidad de Adamstown en las Islas Pitcairn un territorio dependiente del Reino Unido en Oceanía, en un extremo aislado del océano Pacífico. 
El edificio se encuentra en la calle principal llamada "The Square". La iglesia tiene la particularidad de ser la única en toda la isla de Pitcairn (la única habitada del archipiélago) y es producto de una misión enviada por los adventistas que convirtió a casi la totalidad del pequeño número de habitantes de la isla a esa denominación protestante.
Los servicios se realizan los sábados como es costumbre en esa iglesia.